# Giovanni Anselmo
Giovanni Anselmo (Borgofranco d'Ivrea, 5 agosto 1934 – Torino, 18 dicembre 2023) è stato un artista italiano, attivo in seno al movimento artistico dell'Arte povera.

## Biografia
Dopo aver compiuto studi classici si forma come pittore da autodidatta. Esordisce nel 1967 all'interno di una mostra collettiva alla Galleria Sperone di Torino con due opere polimateriche senza titolo. Partecipa, a partire dall'anno successivo, alle mostre del gruppo Arte povera, guidato dal critico Germano Celant, insieme a Michelangelo Pistoletto, Piero Gilardi, Gilberto Zorio. Nel 1968 tiene la sua prima esposizione personale alla Galleria Sperone e contemporaneamente inizia a presentare alcuni suoi lavori in occasione di eventi internazionali, come la mostra di Berna When Attitudes Become Form del 1969. 
Anselmo prende parte alla Biennale di Venezia nel 1978, nel 1980 e nel 1990 anno in cui vince il Leone d'oro per la Pittura.
Il suo lavoro consiste principalmente in installazioni legate al concetto di energia, che si gioca su rapporti di equilibrio tra spinte contrapposte.
Muore a Torino il 18 dicembre 2023, aveva 89 anni.

## Opere
Le opere di Anselmo sono installazioni di materiali diversi, spesso opposti, in rapporto di equilibrio e di tensione; «i miei lavori - dice - sono veramente la fisicizzazione della forza di un'azione, dell'energia di una situazione o di un evento». In Torsione, del 1968, un panno di fustagno è mantenuto attorcigliato da una barra di ferro, il cui movimento è impedito dalla presenza della parete. In Senza titolo (Struttura che mangia) un cespo di lattuga è trattenuto tra due blocchi di granito; entrambe le opere visualizzano il concetto di entropia, in base all'interpretazione del filosofo Georges Bataille, concetto sul quale riflettevano anche gli altri artisti dell'Arte Povera ed il critico Celant. Respiro, del 1969, enuclea il fenomeno della dilatazione del metallo: due sbarre di ferro trattengono una spugna, che quando la temperatura si abbassa ed il metallo si restringe, "respira".
L'artista progetta molti cicli tematici, come la serie Particolare, di impronta concettuale, costituita da diapositive con la parola stessa proiettata negli spazi espositivi. In Grigi che si alleggeriscono verso oltremare e Verso oltremare, opere degli anni Ottanta, lavora con blocchi di granito e rettangoli di colore ad essi accostati.
Anselmo crea anche alcuni libri d'artista, tra cui Leggere nel 1972, nel quale ogni pagina riporta la stessa parola in progressivo restringimento e dilatazione, e Particolari visibili e misurabili di INFINITO, che inizia con pagine del tutto nere arrivando a visualizzare dettagli della “parola infinito“.
Nel 1970 Anselmo partecipa al progetto Identifications, serie di video nei quali Gerry Schum documenta il lavoro di alcuni tra i più importanti artisti del tempo. Nel breve video l'artista non compare ma è protagonista una sua opera formata da un blocco di cemento e da una falda di cuoio che trattiene un palo, la telecamera filma da ferma, compiendo soltanto un movimento di zoom.